# Ван Цзилі
Ван Цзилі (кит. спр. 汪子力, піньїнь: Wāng Zǐlì; нар. 14 червня 1968) – китайський шахіст, гросмейстер від 1995 року.

## Шахова кар'єра
Від середини 1980-х до кінця 1990-х років належав до когорти провідних китайських шахістів. У 1988 і 1999 роках ставав чемпіоном країни. Між 1988 і 1996 роками п'ять разів брав участь у шахових олімпіадах, а 1989 року – в командному чемпіонаті світу. Крім того, у 1991 році виграв золоту, а в 1995-му срібну медаль на командному чемпіонаті Азії. 1997 року взяв участь у чемпіонаті світу ФІДЕ, який пройшов за олімпійською системою в Гронінген, де в 1-му раунді поступився Удутові Адіанто.
Досягнув низки успіхів на міжнародних турнірах, зокрема: посів 4-те місце в Сіднеї (1991, позаду Любомира Фтачника, Рохеліо Антоніо і Яна Роджерса), а також двічі поділив 1-ше місце в Пекіні (1995, турнір Lee Cup, разом з Борисом Альтерманом і турнір Tan Chin Nam Cup, разом з Є Цзянчуанєм).
Найвищий рейтинг Ело в кар'єрі мав станом на 1 липня 2000 року, досягнувши 2603 очок займав тоді 86-те місце у світовому рейтинг-листі ФІДЕ, одночасно займаючи 5-те місце серед китайських шахістів.

## Зміни рейтингу
| На цьому місці має відображатися графік чи діаграма, однак з технічних причин його відображення наразі вимкнено. Будь ласка, не видаляйте код, який викликає це повідомлення. Розробники вже працюють для того, щоби відновити штатне функціонування цього графіка або діаграми. | |
| | На цьому місці має відображатися графік чи діаграма, однак з технічних причин його відображення наразі вимкнено. Будь ласка, не видаляйте код, який викликає це повідомлення. Розробники вже працюють для того, щоби відновити штатне функціонування цього графіка або діаграми. |